# Daniel Elsner
Daniel Elsner, né le 4 janvier 1979 à Memmingerberg, est un joueur de tennis professionnel allemand.

## Carrière
Pressenti à ses débuts comme un successeur potentiel de Boris Becker après ses multiples succès en juniors, il ne réussit finalement pas le passage dans le circuit pro. Enfant terrible en junior, où sa fédération le rappela à l'ordre lorsqu'il fut surpris avec deux filles, une bouteille de vodka et un joint de cannabis, il a au bras un tatouage de fil de fer barbelé.
Il manque d'un match de faire un Grand Chelem sur deux ans en junior, après avoir remporté l'US Open en 1996 il gagne l'Open d'Australie et Roland-Garros mais échoue en finale de Wimbledon contre Wesley Whitehouse. Il s'est classé no 2 mondial junior en simple fin 1996.
Il réalise sa meilleure performance en simple en atteignant les demi-finales de l'ATP 500 de Stuttgart en 2000 sur terre battue. Il n'avait jusqu'alors remporté aucun match dans un tournoi ATP (trois défaites en 1997). Il atteint son meilleur classement peu après mais replonge rapidement à cause de mauvais résultats en 2001. Parcours au tournoi de Stuttgart :
- 1/16 : Francisco Clavet no 47 (6-4, 4-6, 6-3)
- 1/8 : Magnus Norman no 2 (4-6, 7-62, 6-4)
- 1/4 : Jiri Novak no 44 (6-2, 6-1)
- 1/2 : Franco Squillari no 20 (6-76, 6-75)

Il a battu deux autres joueurs du top 50 : Fernando Vicente et Luis Horna tous deux 37e mondial.
Il a remporté 6 tournois Challenger à Weiden en 2000, Mönchengladbach et Brașov en 2003, Zell en 2004, Brașov en 2005 et Zagreb en 2006, et 9 tournois Futures dont un en double.

## Parcours dans les tournois duGrand Chelem

### En simple
| Année | Open d'Australie | Open d'Australie | Internationaux de France | Internationaux de France | Wimbledon       | Wimbledon | US Open         | US Open      |
| ----- | ---------------- | ---------------- | ------------------------ | ------------------------ | --------------- | --------- | --------------- | ------------ |
| 2001  | 1er tour (1/64)  | L. Burgsmüller   | 1er tour (1/64)          | H. Arazi                 | 1er tour (1/64) | L. Paes   | —               | —            |
| 2004  | —                | —                | 2e tour (1/32)           | X. Malisse               | —               | —         | 1er tour (1/64) | T. Johansson |

N.B. : à droite du résultat se trouve le nom de l'ultime adversaire.

## Parcours dans lesMasters 1000
| Année | Indian Wells | Miami | Monte-Carlo | Hambourg          | Rome | Canada | Cincinnati | Stuttgart | Paris |
| ----- | ------------ | ----- | ----------- | ----------------- | ---- | ------ | ---------- | --------- | ----- |
| 1997  | —            | —     | —           | 1er tour C. Costa | —    | —      | —          | —         | —     |

N.B. : sous le résultat se trouve le nom de l’ultime adversaire.